# Gelastocera castanea
Gelastocera castanea är en fjärilsart som beskrevs av Moore 1879. Gelastocera castanea ingår i släktet Gelastocera och familjen trågspinnare. Inga underarter finns listade i Catalogue of Life.